# Unione Sportiva Vigor Senigallia
Il Football Club Vigor Senigallia, più comunemente chiamata Vigor, è la principale squadra di calcio di Senigallia (AN), i suoi colori sociali sono il rosso e il blu.

## Storia

### Le origini
La società nasce nel 1921 per volontà di giovani cittadini appassionati del football.

Nei primi anni di vita partecipa a campionati importanti quali Prima Divisione 1921-1922 e la Seconda Divisione e si scontra con importanti squadre marchigiane (Ancona, Maceratese, Ascoli) e di altre regioni (Foggia, Pescara, Chieti).

All'inizio degli anni trenta vengono istituite le categorie attuali, Serie A, B e C, ma la società non è ancora al livello delle squadre maggiori e in quegli anni disputa soltanto dei campionati di categoria inferiori, soprattutto regionali.

### Alti e bassi nel dopoguerra
Nel primo decennio del dopoguerra il club gioca in IV Serie e si cimenta contro club blasonati quali: Ascoli, Perugia, Teramo, Chieti, Foligno, Pescara. Retrocessa nella stagione 1953-1954, vi ritorna nella stagione 1955-1956 dove viene inserita nel girone E (insieme a Jesina, Anconitana, Pisa, Robur Siena, Pistoiese, Carrarese e altre) e centra la salvezza ai danni del Fabriano. L'anno successivo retrocede per una riforma dei campionati.
Fino alla fine degli anni sessanta la squadra naviga tra Promozione e IV Serie; nella stagione 1968-1969 vince la Promozione e torna in Serie D, ma subito retrocede al termine di un girone vinto dalla Maceratese, in cui ritrova compagini del calibro del Teramo, Fermana e Giulianova.

### La grande scalata
Gli anni settanta sembrano la fotocopia del decennio precedente con i rosso-blu che fanno l'altalena tra Serie D e Promozione. La svolta potrebbe arrivare a fine anni settanta quando diviene presidente Walter Vignoli. La squadra vince la Promozione nel 1979-1980 e, la stagione successiva, vince la Serie D battendo la concorrenza della Jesina, della Fermana, del Chievo e di altre squadre centro-settentrionali. Nella stagione 1981-1982 partecipa alla C2 dove incontra squadre del livello di Venezia, L'Aquila, Lanciano e tante altre. I rossoblù all'ultima giornata sconfiggono per 3-0 il Mestre e lo agganciano in classifica al secondo posto dietro ai cugini dell'Ancona. Lo spareggio per la promozione contro i veneti in campo neutro a Modena, il 6 giugno 1982 viene tutt'oggi ricordato per il massiccio esodo di tifosi senigalliesi che affollarono le tribune speranzosi di festeggiare l'impresa. La partita finisce però 1-0 per i mestrini con un gol che arriva a 4 minuti dal termine dei tempi regolamentari e la C1 per la Vigor rimane un miraggio. I vigorini rimangono in C2 fino alla stagione 1984-1985 ma non riusciranno più a disputare tornei di alta classifica.

### Ripartenza e Serie D
A seguito di una grave crisi finanziaria, la Vigor rinuncia al campionato professionistico e ritorna nel torneo interregionale fino a retrocedere nel 1987-1988 in Promozione Regionale.
I confini regionali sono stretti per una squadra del blasone vigorino ma si dovette attendere fino all'ultimo campionato di Promozione Marchigiano 1990-1991 prima della creazione dell'Eccellenza per rivedere i rossoblù nel palcoscenico nazionale, quando riescono a prevalere nello spareggio contro l'Osimana. Sarà una lunghissima permanenza, condita da ottimi risultati e da un torneo quello 2000-2001 che vede i rossoblù sfiorare il ritorno tra i professionisti venendo battuti al termine di un lungo testa a testa dalla Poggese.

### Il declino del nuovo millennio
Nei primi anni del nuovo millennio arriva però la retrocessione in Eccellenza Marchigiana al termine di uno sfortunato campionato dove la squadra, anche a causa di una graduatoria stretta in zona salvezza, conclude col penultimo posto nonostante i 38 punti totalizzati in 34 partite. Subito si riprova a tornare in Serie D, vincendo i play-off regionali dopo una spettacolare gara conclusasi per 3-2 contro la Jesina al Diana di Osimo, ma i sogni si infrangono contro la Virtus Villa che sconfigge i vigorini all'ultimo minuto della gara di ritorno della finale play-off nazionale.
Nel frattempo lo stadio Bianchelli diventa sintetico, mentre la squadra a corto di risorse finanziarie inizia a puntare sul suo settore giovanile. Al termine della stagione 2008-2009 si salva sul campo dopo i play-out, ma le retrocessioni dalla Serie D di un numero elevato di squadre marchigiane costringe i rossoblù alla retrocessione in Promozione.
Dopo un'estate passata nei tribunali e in tutte le sedi di ricorso la Vigor viene ripescata in Eccellenza che si allarga a 20 squadre per l'ingresso della Sambenedettese.
Questa volta nessuno può salvare la Vigor dalla retrocessione sul campo in Promozione al termine di un campionato vissuto per tutte le 38 giornate in zona retrocessione.
La Vigor disputa la stagione sportiva 2010-2011 nel girone A del campionato di Promozione, nell'anno in cui celebra i 90 anni dalla sua fondazione, toccando il punto più basso della sua storia recente. Il 10 aprile 2011 la Vigor cancella quest'onta conquistando matematicamente la vittoria del campionato con un turno di anticipo battendo il Fabriano per 2-1 davanti ad un pubblico di 1 600 persone, ritornando così, dopo solo un anno, a disputare il campionato di Eccellenza.
Il ritorno nella massima serie regionale coincide con uno dei campionati più belli disputati negli ultimi anni da parte della formazione rossoblù che stupisce tutti per il buon gioco mostrato e soprattutto per il 5º posto finale con i play-off che sfumano solo a causa della nuova regola del distacco di punti tra le diverse contendenti.
Nella stagione successiva, invece, la Vigor affronta un campionato difficile con un budget ridotto all'osso e ottiene la difficile salvezza all'ultima giornata. Campionato simile è quello della stagione 2013-2014, dove i rossoblù stazionano per quasi tutta la stagione in zona play-out. Poche ore prima dell'ultima decisiva gara di campionato le cose volgono al peggio per la città di Senigallia costretta a fare i conti con una alluvione che mette in ginocchio la popolazione. Un sorriso in un fine settimana così difficile lo regala la Vigor che all'ultimo minuto con un eurogol di Denis Pesaresi stende la Folgore Falerone e conquista la salvezza.
Il campionato successivo vede i rossoblù per tutta la stagione stazionare nella parte bassa della classifica chiudendo il torneo al terzultimo posto. Per salvarsi la Vigor è costretta a vincere il play-out sul campo del Trodica ma una sconfitta per 1-0 fa sprofondare nuovamente la squadra in Promozione, salvo essere nuovamente ripescata a settembre a seguito delle varie vicissitudini derivanti dallo scandalo calcioscommesse.
Tuttavia una nuova stagione difficile aspetta la squadra rossoblù che parte come candidata principale alla retrocessione. La giovane squadra vigorina lotta con onore ma retrocede con 2 turni di anticipo, scendendo nuovamente in Promozione dove si troverà a giocare un doppio derby cittadino contro l'Olimpia della frazione di Marzocca ed il F.C. Senigallia (già Miciulli), squadra fondata da vecchie glorie vigorine che ha in pochi anni scalato le classifiche dei tornei marchigiani allenata da Stefano Goldoni, recordman di presenze con la maglia rossoblù.
La squadra giunge al terzo posto primeggiando sulle rivali cittadine e si ferma solamente in finale dei play-off, sconfitta dall'Atletico Alma. In estate la società, oberata dai debiti, non si iscrive al campionato..

### Rinascita

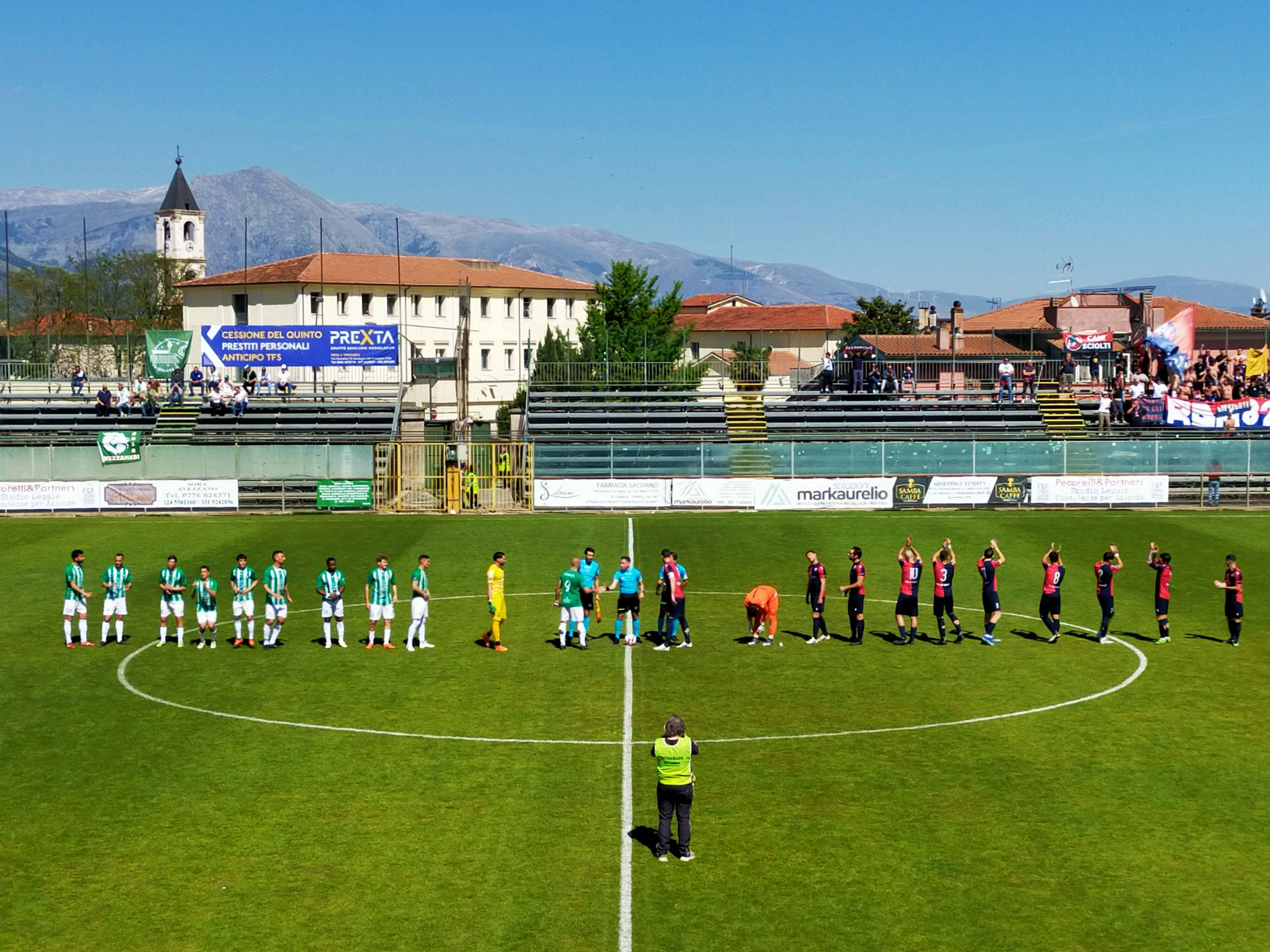
Vigor Senigallia ad Avezzano nella stagione 2023-2024

Subito gli appassionati senigalliesi si attivano per fare tornare in campo al più presto possibile la squadra. Un gruppo di vecchie glorie si riunisce tentando di formare una nuova società ripartendo dalla Terza Categoria ma alla fine a raccogliere l'eredità della società rossoblù è il Senigallia che muta il suo nome in FC Vigor Senigallia.
Dopo una stagione di consolidamento nel 2018-2019 la squadra vigorina si rende protagonista di un grande campionato tenendo testa all'Anconitana, che esce anche sconfitta dal Bianchelli. Alla fine del campionato è la formazione dorica a prevalere ma la Vigor si impone nello spareggio promozione contro l'Atletico Ascoli e ritrova l'Eccellenza dopo 3 stagioni.
Nella stagione 2021-2022, dopo un'annata trascorsa sempre al comando della classifica, la squadra rossoblu riesce a trionfare con tre turni di anticipo e ritrova la Serie D dopo 18 anni. La prima stagione in Serie D vede la squadra andare ben oltre le più rosee aspettative con la formazione di Aldo Clementi che arriva a giocarsi una clamorosa promozione in Serie C sino all'ultima giornata. La rimonta sul Pineto tuttavia non si completa e i vigorini vedono sfumare quello che sarebbe stato un clamoroso doppio salto di categoria.
Nella stagione 2023-2024 lotta per tutto il campionato alla qualificazione ai play-off, sfumati all’ultima giornata per una rimonta fatta dalla Sambenedettese per 3-5.

## Colori e simboli

### Colori
I colori sociali della Vigor sono il rosso ed il blu, colori che compongono anche la bandiera del comune stesso di Senigallia. La divisa casalinga presenta generalmente delle strisce verticali rossoblu con inserti in bianco. La seconda divisa tende invece a invertire lo schema, essendo di norma bianca con dettagli in rossoblu.
La squadra ha talvolta vestito anche maglie di altre tonalità come la terza casacca della stagione 2024/2025; la divisa presenta una tinta di nero con inserti in oro

### Simboli ufficiali

#### Stemma
Il nuovo stemma fu adottato a partire dalla rifondazione del club nel 2017; ha al centro il simbolo della città di Senigallia, un pino marittimo con i frutti d'oro, segno della laboriosità della cittadinanza, sostenuto da due fiere e la scritta "FC VIGOR SENIGALLIA" in sovraimpressione, il colore predominante è il bianco con dettagli in rosso e blu.

Il vecchio logo usato prima del fallimento aveva al centro sempre lo stesso simbolo del pino sostenuto dai due ghepardi ma aveva una forma diversa e i colori predominanti erano il rosso ed il blu

### Inno
L'inno della Vigor Senigallia si intitola Alè la Vigor, è cantato da Gabriele Carbonari 

## Strutture

### Stadio
Lo stadio fu eretto a 500 metri dall’ospedale di Senigallia e il centro storico in via Montenero 21 in epoca fascista come lo dimostrano i due complessi marmorei presenti all'ingresso dello stadio. Tali statue furono realizzate dallo scultore prof. Silvio Ceccarelli nel 1933 per la facciata principale dello Stadio e sono legate alla storia della città e agli sport praticati. Rappresentano due atleti seminudi, in pantaloncini corti e scarpe sportive, con lo sguardo rivolto verso il centro della città.  La facciata orientata verso la città rappresenta il benvenuto nella sua forma austera, coinvolgente e sportivamente celebrativa della competizione che dovrebbe prendere avvio, ma rappresenta anche il rifacimento ideale dell’ingresso all’ippodromo da metà 800 e all’aviosuperficie di inizio 900.
È più conosciuto come lo stadio centrale o il comunale, tale fu il nome fino alla decisione del consiglio cittadino di intitolare lo stadio all’ex calciatore e personaggio di spicco nel panorama sportivo nazionale, Goffredo Bianchelli il 16 settembre del 2006 a un anno dalla scomparsa.
Lo stadio ha una capienza di 5000 spettatori, col settore ovest coperto. Il terreno è in erba sintetica e misura 104×63 metri.

## Società

### Organigramma societario
- Robert Adam Lewis - Ceo
- Franco Federiconi - Presidente
- Luca Meggiorin - Amministratore Delegato
- Christian Romagnoli - Direttore Operativo
- Roberto Moroni - Direttore Sportivo
- Graziano Morsucci - Club Manager
- Paolo Rossi - Team Manager
- Francesco Cervasi - Responsabile Botteghino e Siae
- Emanuele Marchesini - Addetto all'arbitro
- Andrea Gambelli e Luca Rossi- Responsabile Commerciale
- Roberto Siena - Responsabile Segreteria Generale
- Elisabetta Fiorella - Responsabile Vigor Official Store
- Matteo Magnarelli - Addetto stampa
- Rino Frulla - Responsabile Impianti Sportivi
- Roberto Caimmi e Luciano Principi - Responsabili Magazzini
- Stefano Goldoni - S.L.O
- Luciano Principi - Delegato alla sicurezza

### Sponsor
- ? - 2022 Errea
- 2022 - 2024 Macron
- 2024 - Errea

## Allenatori e presidenti
| Allenatori - 1921-1969 ? - 1969-1970 Nando Neri - 1970-1979 ? - 1979-1982 Lidio Rocchi - 1982-1983 Romolo Camuffo Enzo Gerardi - 1983-1984 Paolo Beni Pietro Camozzi - 1984-1985 Pietro Camozzi - 1987-1988 Eugenio Fantini - 1988-1990 ? - 1990-1991 Sauro Bonetti - 1991-1994 ? - 1994-1995 Davide Finocchi - 1995-1997 ? - 1997-2000 Gabriele Morganti - 2000-2001 Francesco Conti Antonio Ceccarini - 2001-2002 Daniele Amaolo Mauro Buratti e Francesco Palombi - 2002-2005 Dino Giuliani - 2005-2006 Luca Fermanelli Stefano Fontana Glauco Simonetti - 2006-2008 Dino Giuliani - 2008-2009 Carlo Casucci - 2009-2010 Fabio Favi - 2010-2013 Aldo Clementi - 2013-2014 Giovanni Trillini Marco Alessandrini - 2014-2015 Dino Giuliani - 2015-2017 Antonello Mancini - 2017-2018 Gabriele Morganti Stefano Goldoni - 2018-2019 Massimiliano Guiducci - 2019-2020 Massimiliano Guiducci Aldo Clementi - 2020-2024 Aldo Clementi - 2024-2025 Aldo Clementi Mauro Antonioli - 2025-2026 Giuseppe Magi | Presidenti - 1921-1973 ? - 1973-1974 Otello Baldini - 1974-1979 ? - 1979-1983 Walter Vignoli - 1983-1984 Giorgio Gresta - 1984-1985 Aldo Manfredi - 1985-2000 ? - 2000-2002 Sandro Barbadoro - 2002-2003 Loris Pasi - 2003-2006 Pier Luigi Bani - 2006-2017 Valentino Mandolini - 2017- Franco Federiconi |

## Palmarès

### Competizioni nazionali
- Serie D: 1

1980-1981 (girone C)

### Competizioni regionali
- Seconda Divisione: 2

1923-1924, 1924-1925
- Prima Categoria: 1

1968-1969 (girone A)
- Campionato Dilettanti: 1

1958-1959
- Promozione: 5

1954-1955, 1973-1974, 1979-1980 (girone A), 1990-1991 (girone A), 2010-2011 (girone A)
- Eccellenza: 1

2021-2022

### Altri piazzamenti
- Serie C2:

Terzo posto: 1981-1982 (girone B)
- Serie D:

Secondo posto: 2000-2001 (girone D)
- IV Serie:

Terzo posto: 1952-1953 (girone E)
- Promozione:

Secondo posto: 1972-1973, 2018-2019 (girone A)
Terzo posto: 1989-1990 (girone A)
- Prima Categoria:

Secondo posto: 1965-1966 (girone A)
Terzo posto: 1966-1967 (girone A), 1967-1968 (girone A, Marche)

## Tifoseria
Storia
Gli ultras senigalliesi prendono posto ogni domenica nella curva nord dello stadio Bianchelli. Da quarant'anni, il principale e più numeroso gruppo di tifoseria organizzata di Senigallia sono i Ragazzi della Nord 1982, gruppo apolitico che come simbolo utilizza il tipico caschetto dei Galli Senoni che va a sottolineare le origini della città. Negli ultimi anni, essendo cresciuti numericamente, sono riusciti a dare il via a varie opere benefiche, sia sul territorio che a livello nazionale, tramite raccolte fondi all'interno della curva durante le partite casalinghe.
Il gruppo nacque in occasione dello spareggio di Modena con la Mestrina nel 1982, e a partire da quell’anno hanno seguito la propria squadra sia in casa che in trasferta. 
Nel corso del tempo si sono verificati diversi distaccamenti dal gruppo principale. In Curva Nord ha preso vita un nuovo gruppo, il Rione Porto, attivo già da anni nel settore e con buoni rapporti con gli RDN’82. Un altro gruppo è stato quello dei Cafoni 1994, ormai sciolti, che ha contribuito alla storia del tifo organizzato in curva.
Esodi degni di nota della tifoseria rossoblu furono i 7.000 senigalliesi che andarono nel 1982 a Modena in occasione dello spareggio per la Serie C1,  Ma impossibile dimenticare pure uno spareggio più recente, disputato in gara secca per salire di categoria nel 1991, quando la Vigor conquistò l’Interregionale battendo al Roccheggiani di Falconara l’Osimana, davanti a 4.500 tifosi. È giusto citare anche lo spareggio salvezza di due anni prima nel 1989, a Castelfidardo contro il Camerino, vincendo il quale i rossoblù posero le basi per il rilancio con 5.000 tifosi al seguito. Altri esodi prima della creazione del gruppo RDN furono nel 1974 a Fano dove la Vigor superò davanti a 5.000 spettatori 2-1 con un gol decisivo di Maraldi il Real Montecchio, e anche nel 1980 in un Diana di Osimo gremitissimo con 6.000 spettatori, la Vigor, nettamente favorita riuscì a battere il Corridonia.
Gemellaggi e rivalità
I tifosi vigorini non registrano gemellaggi veri e propri con nessun altra tifoseria ma solo rapporti di amicizia con il Foligno, Nereto, Vadese, oramai sopiti, e la Civitanovese, quest’ultimo nacque come gemellaggio negli anni ’80 in seguito a scontri tra i sostenitori della Vigor Senigallia e quelli della Maceratese (rivale storica della civitanovese) presso il casello autostradale di Senigallia. Questo legame si sviluppò e fu particolarmente sentito in quegli anni, come dimostrato dalla presenza di tifosi civitanovesi allo spareggio di Modena. Tuttavia, con il passare del tempo, l’intensità del rapporto tra le due tifoserie si affievolì progressivamente fino a scomparire. A partire dagli ultimi anni sta riprendendo piede fra le nuove leve l’amicizia fra le due curve con scambi di visite e striscioni fra le due tifoserie.
Le rivalità storiche si registrano con la Jesina ed il Fano. In particolare il derby con la Jesina è senza dubbio uno dei derby più sentiti nelle Marche per motivi di vicinanza geografica e di campanile. La sfida calcistica tra Jesi e Senigallia ha vissuto il top del coinvolgimento popolare e delle emozioni forti a inizio anni '80 quando, tanto per dire, i vecchi impianti Comunali non ancora intitolati a Carotti e Bianchelli facevano puntualmente registrare il tutto esaurito anche in occasione delle notturne di Coppa Italia di fine estate. Finito il magic moment coinciso con il graduale disimpegno di due capi popolo dalla prorompente personalità, i mai abbastanza rimpianti, dalle tifoserie, Leopoldo Latini e Walter Vignoli, Jesina e Vigor si sono via via perse di vista fino ad abbandonare i palcoscenici delle serie superiori per trovarsi nel calderone del calcio dilettantistico. L'ultimo incontro fra le due compagini avvenne il 20 febbraio 2022 dove i rossoblu vinsero in casa per 2-1 nella 20ª giornata valevole per il campionato di Eccellenza 2021/2022.
Anche la rivalità con la tifoseria granata è molto sentita da ambo le tifoserie, concorre sicuramente alla definizione di derby la stretta vicinanza geografica (20 circa i km di distanza fra i due centri) oltre che il gemellaggio dei fanesi con la curva jesina e la rivalità storica tra le tifoserie. Per le vicende degli scontri pre-partita del 2 aprile 2023, c’è chi vi ha apposto anche l’etichetta di partita a rischio, anche se per fortuna non si è arrivati all’estrema ratio del divieto.
Un'altra rivalità oramai sopita è con l'Ancona un derby che ha fatto la storia del calcio marchigiano. Sono infatti tanti i precedenti tra Vigor e Ancona, che si affrontarono per la prima volta già nel 1921-22, nell’allora Prima Divisione (l’anticamera della futura serie A nata nel 1929) con i dorici che vinsero sia in casa che fuori. Gli anni in cui il derby fu maggiormente sentito furono gli anni '80, in particolare la stagione del 1981-82, l’anno in cui, dopo un acceso duello a tre tra Anconitana, Mestrina e Vigor i dorici salirono dalla C2 alla C1 e la Vigor incassò la più cocente delusione della sua storia ultracentenaria venendo sconfitta dai veneti nello spareggio di Modena del 6 giugno 1982. In campionato però a Senigallia, davanti a 8.000 spettatori finì 1-1 con i gol del vigorino Roberto Ennas, e della bandiera dorica Zandegù. Al Dorico invece, davanti a circa 12.000 spettatori, Pieraldo Nemo, ex serie A col Catanzaro, regalò alla Vigor la prima vittoria in trasferta contro l’Ancona, una rete rimasta nella memoria di tutti i tifosi meno giovani, senz’altro uno dei momenti più emozionanti della storia rossoblù. Poi, più nulla per 37 anni, con l’Ancona arrivata fino alla A e la Vigor scesa sempre più in basso e rapporti decisamente più cordiali e di stima e rispetto tra le tifoserie dopo il fattivo contributo dei dorici per l’alluvione del 16 settembre 2022
Infine altre rivalià sussistono contro il Tolentino, la Recanatese, il Fossombrone e la Biagio Nazzaro (un tempo gemellata con la tifoseria jesina).